# Magento

Logo

Magento är en open source-baserad webbapplikation för e-handel som lanserades 31 mars 2008. Den utvecklades av Varien (nu Magento Inc) med hjälp av programmerare från open source-communityt, men är helt ägd av Magento Inc. Magento är baserad på Zend Framework. Det använder databasmodellen Entity-attribute-value (EAV) för att lagra data.
Magento Community Edition är den enda gratisversionen som finns av Magento. 
I Magento 2 heter gratisversionen Open Source, och det kommersiella licenseriade systemet heter Magento Commerce. Det är dock inte längre mycket som är gemensamt mellan plattformarna förutom namnet. 
Adobe levererar Magento Commerce som SaaS-tjänst, i deras Adobe Commerce Cloud-lösning.

## Historia
Varien, det företag som ägde Magento, arbetade tidigare med osCommerce. De planerade ursprungligen att göra en fork av osCommerce, men bestämde sig sedan för att skriva om koden. Utvecklingen av Magento började under tidigt 2007. Företaget köptes upp 2011 av eBay. 
2016 släpptes uppföljaren, Magento 2. Det nya systemet, som är en s.k. rewrite, har helt ny källkod, och plugin och moduler till föregångaren Magento, passar alltså inte.
Under 2018 köptes bolaget av Adobe. En helt ny produktstrategi infördes med fokus på upplevelse och Magento 2-plattformen inkluderades i Adobes ekosystem.
I början på juli 2020 upphörde all support och all utveckling av Magento 1 och marknadsplatsen för support och plugins stängdes. Magento 2 blev då den enda tillgängliga plattformen.

## Meet Magento Association
Meet Magento Association är en icke vinstdrivande-organisation som anordnar Magento]e-handelskonferenser i fler än 24 länder. Organisationen startade 2009 då endast 200 besökare samlades. Den har sedan växt till event med över 1 000 personer och över hela världen.
Utöver att arrangera events så har också organisationen tagit fram lokala versionen av e-handelsplattformen samt erbjuder viss support till sina medlemmar.
Under 2018 beslutades det att ändra formen och omforma det under en ny organisation kallad Magento Association.
I Sverige håller Nordic Web Team i Magento Association.